# Последние страницы из дневника женщины
«После́дние страни́цы из дневника́ же́нщины» — повесть В. Я. Брюсова, впервые опубликованная в журнале «Русская мысль», 1910, и позднее вошедшая в книгу «Ночи и дни. Вторая книга рассказов и драматических сцен», — М., 1913, стр. 1 — 59.

## Содержание
Муж молодой женщины, автора дневника, был найден убитым в кабинете. Героиня пытается продолжить привычную жизнь, балансируя между двумя любовниками, однако её вдовство и свобода только усложняют их отношения. Один из любовников признается в убийстве мужа, другой кончает с собой, не вынеся сознания, что боготворимая им женщина делит свою благосклонность между ним и его соперником. В конце повести измученная всем произошедшим героиня уезжает на юг Франции в обществе младшей сестры, влюбленной в нее.

## Персонажи
- Наталья Глебовна (Nathalie) – главная героиня повести, молодая женщина. От её лица ведётся повествование.
- Виктор Валерианович – супруг Натальи Глебовны. 15 сентября был найден убитым в своём кабинете.
- Модест Никандрович Илецкий – художник. Любовник Натальи.
- Володя – студент. Любовник Натальи.
- Maman – мать Натальи, в первую очередь озабоченная её материальным благосостоянием и положением в обществе.
- Лидочка – восемнадцатилетняя сестра Натальи, влюбленная в неё.
- Глаша – прислуга, любовница Илецкого.
- Хмылёв – дядька Глаши. Шантажист.

## Критика
Повесть вызвала множество критических отзывов. Говоря об образе главной героини А. Закржевский писал: «Здесь Брюсов проник в то святое святых, о котором знает только женщина, здесь его психологический анализ помог ему нарисовать такой законченный, такой яркий и живой образ женщины, какой нам едва ли случалось встречать за последнее время!..»  С другой стороны, Е. Колтоновская сочла что образ — искусственен и противоречив, а характерное для героини спокойствие — результат того, что Брюсов наделил её собственной (мужской) психологией. Об аналогичном растворении автора в героине писал и К. Бальмонт: «Ай-ай, ах-ах, ой-ой, мне больно. Где же Валерий Брюсов? Или его больше нет?».
И. Александровский видел связь сюжета с делом Марии Николаевны Тарновской, чей жених, застраховавший свою жизнь в полмиллиона франков в её пользу, был убит её любовником, юношей Наумовым. Вдохновителями убийства были сама Тарновская и второй её любовник, адвокат Донат Прилуков. Сам Брюсов подобного сходства не видел.
Другие критики отмечали, что в повести сочетаются «классическая строгость языка, искусное распределение повествовательного материала и внешняя занимательность фабулы», что в ней «сказалось уменье Валерия Брюсова художественно-четкими штрихами рисовать интересные по концепции образы» и обращали внимание на «совершенство формы, на её чрезвычайно отчетливый рисунок, обилие подробностей, строго подобранных для того, чтобы сосредоточить внимание читателя на одном пункте, и сильно отчеканенный язык. Это — реализм в лучшем смысле слова».

## Публикация
Номер журнала «Русская мысль», в котором была опубликована повесть, подвергся аресту по обвинению в безнравственности. Сам Брюсов с подобной оценкой «Последних страниц» не соглашался: «Все последние романы Арцыбашева, Каменского и всех, иже с ними, а частью также и Куприна, переполнены такими сценами, перед которыми моя повесть — верх скромности и целомудренности» Судебное преследование вскоре было прекращено. Критик С. А. Венгеров, разбирая повесть в статье «Литературные настроения 1910 года», писал, что Брюсов «и прежде в эпоху „дерзаний“ и всяческой разнузданности был чрезвычайно силен тем, что о самых скользких сюжетах умел говорить просто и без подмигивания».

## Постановки
В 1990 году Василий Панин экранизировал «Последние страницы…» под названием «Захочу — полюблю». В роли Nathalie снялась Вера Сотникова. По мнению критика Ирины Гращенковой, режиссёр прочёл повесть «как мелодраму бульварного пошиба (богема, революционеры, сёстры-любовницы)», а Александр Фёдоров оценил фильм как провал, поскольку

…ни один из занятых в фильме «Захочу — полюблю» актёров так и не смог добиться естественности в игре, в ощущении своего соответствия тогдашней эпохе.
— Фёдоров, А. Провал // «Мнения» : Ж. — 1991. — № 3. — С. 43—44.
Четырьмя годами позднее по мотивам повести вышел российско-французский фильм «Откровения незнакомцу» (фр. Confidences à un inconnu, англ. Secrets Shared with a Stranger) с Сандрин Боннер. Мнения о фильме разделились.
8 октября 2004 года в «Театре на Покровке» состоялась премьера поставленной Андреем Максимовым инсценировки повести. В главной роли — Наталья Гребёнкина. По мнению режиссёра, зритель принимает спектакль замечательно, в то время как критика «либо молчит, либо издевается…».